# Гавдзинский, Альбин Станиславович
Альбин Станиславович Гавдзинский (укр. Альбін Станіславович Ґавдзінський; 4 июля 1923, Бобрик Первый, Одесская область — 12 мая 2014, Одесса) — советский и украинский живописец, пейзажист, мастер жанровой живописи и портрета.. Народный художник Украины (2004).

## Биография и творчество

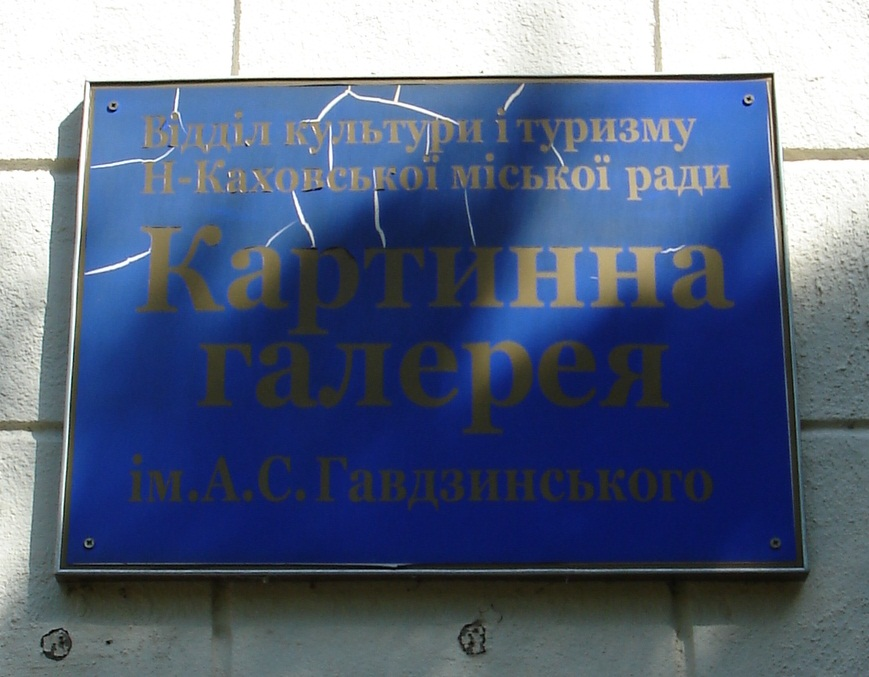
Табличка на музее в Новой Каховке

Заниматься живописью начал в городском Дворце пионеров, одновременно брал уроки живописи в Доме народного творчества, где преподавал Ю. Р. Бершадский.
В 1940—1950 годах учился в Одесском художественном училище, которое с отличием закончил в 1950 году (преподаватель Н. А. Павлюк).
В 1941—1946 годах воевал, Великую Отечественную войну закончил лётчиком-инструктором в лётной школе ВВС.
С 1951 по 1960 годы работает на строительстве Каховской ГЭС.
Персональные выставки художника состоялись в Одесском художественном музее, в музеях Киева и Харькова в 1954 году. Альбин Станиславович отличался неимоверной работоспособностью и настойчивостью. Выполненные им рисунки и этюды с натуры отличались чёткой формой, яркостью красок. На мировоззрение художника влияли визиты в музеи, на выставки, выезды с учителями в крымские колхозы и на предприятия Одессы.
В 1961 году ему присвоено звание Почётного гражданина города Новая Каховка. Все написанные полотна (в количестве 237) художник подарил городу, где они стали основой для создания городской картинной галереи. В 2003 году картинная галерея Новой Каховки названа именем Альбина Гавдзинского.
В течение 20 лет был членом правления Одесского отделения СХУ.
Жил и работал в Одессе.
Умер 12 мая 2014 года, похоронен в Одессе.

## Награды
- Заслуженный художник Украинской ССР (1976).
- Народный художник Украины (8 апреля 2004)[3].
- Юбилейная медаль «20 лет независимости Украины» (19 августа 2011)[4]
- Почётный гражданин города Новая Каховка.